# Obbligazione cum warrant
Una obbligazione cum warrant è un titolo obbligazionario che ha uno schema contrattuale molto simile a quello delle obbligazioni convertibili, differenziandosi da queste per il fatto che l'investitore sottoscrive due strumenti:
- l'obbligazione tradizionale (ovvero il titolo principale);
- il warrant.

Il warrant, che ha contenuto opzionale, consente all'investitore di sottoscrivere titoli azionari dell'impresa emittente attraverso modalità prestabilite. Ciò dà luogo non ad una conversione di titoli obbligazionari in azioni, ma piuttosto origina un investimento aggiuntivo in azioni da parte di un possessore di obbligazioni. Il warrant è autonomo dal titolo principale e può essere alienato e trattato separatamente da esso, presentando scadenze diverse dal titolo principale.
In Italia i warrant hanno durate medie intorno ai 4-5 anni e danno diritto all'acquisto di azioni (dette di compendio) della società emittente le obbligazioni (esercizio diretto). Sul warrant sono specificati i prezzi di sottoscrizione delle azioni (prezzo di esercizio) e la quantità sottoscrivibile (rapporto di esercizio).
| Controllo di autorità | Thesaurus BNCF 50480 |